# Aleksandr Tieniagin
Aleksandr Aleksandrowicz Tieniagin, ros. Александр Александрович Тенягин (ur. 22 sierpnia 1927 w Trocku, w obwodzie leningradzkim, zm. 26 marca 2008 w Sankt Petersburgu) – rosyjski piłkarz, grający na pozycji napastnika lub pomocnika, reprezentant ZSRR, olimpijczyk, trener piłkarski.

## Kariera piłkarska

### Kariera klubowa
Wychowanek klubu Dinamo Leningrad, w barwach którego rozpoczął karierę piłkarską w 1947 roku. W 1951 został piłkarzem Dinama Moskwa, ale w lecie 1953 powrócił do leningradzkiej drużyny. W następnym roku przeniósł się do lokalnego rywala klubu Trudowyje Riezierwy Leningrad. W 1958 zakończył karierę piłkarską w Admirałtiejcu Leningrad.

### Kariera reprezentacyjna
15 lipca 1952 zadebiutował w reprezentacji Związku Radzieckiego w wygranym 2:1 meczu z Bułgarią. W jej składzie uczestniczył w igrzyskach olimpijskich w Helsinkach w 1952 (drużyna radziecka odpadła w ⅛ finału].

## Kariera trenerska
Po zakończeniu kariery piłkarskiej rozpoczął pracę szkoleniową. Ukończył Szkole Trenerską w Instytucie im. Lesgafta. Trenował zakładowe drużyny amatorskie. W 1963 prowadził klub SKA Leningrad. Również pracował w klubie Amur Komsomolsk nad Amurem.
Zmarł 26 marca 2008 w Sankt Petersburgu i został pochowany na tamtejszym Cmentarzu Siewiernym.

## Sukcesy i odznaczenia

### Sukcesy klubowe
- brązowy medalista mistrzostw ZSRR: 1952

### Sukcesy reprezentacyjne
- uczestnik Igrzysk Olimpijskich: 1952

### Odznaczenia
- Order Wojny Ojczyźnianej 2. klasy
- tytuł Mistrza Sportu ZSRR
- Medal „Za obronę Leningradu”